# Поттер (округ, Пенсільванія)
Шаблон:StateAbbr_ 41°44′ пн. ш. 77°54′ зх. д. / 41.74° пн. ш. 77.9° зх. д.
Округ  Поттер (англ. Potter County) — округ (графство) у штаті  Пенсільванія, США. Ідентифікатор округу 42105.

## Історія
Округ утворений 1826 року.

## Демографія
За даними перепису 
2000 року 
загальне населення округу становило 18080 осіб, усе сільське.
Серед мешканців округу чоловіків було 8920, а жінок — 9160. В окрузі було 7005 домогосподарств, 4999 родин, які мешкали в 12159 будинках.
Середній розмір родини становив 3,02.
Віковий розподіл населення поданий у таблиці:
| Стать    | До 15 років | 15-21 | 22-29 | 30-39 | 40-49 | 50-65 | 65-85 | Понад 85 |
| -------- | ----------- | ----- | ----- | ----- | ----- | ----- | ----- | -------- |
| Чоловіки | 1983        | 818   | 749   | 1156  | 1364  | 1565  | 1176  | 109      |
| Жінки    | 1856        | 787   | 704   | 1240  | 1324  | 1520  | 1471  | 258      |

## Суміжні округи
- Аллегені, Нью-Йорк — північ
- Стубен, Нью-Йорк — північний схід
- Тайога — схід
- Лайкомінг — південний схід
- Клінтон — південь
- Камерон — південний захід
- Маккін — захід

## Виноски
1. ↑  U.S. Decennial Census. United States Census Bureau. Архів оригіналу за 12 травня 2015. Процитовано 10 березня 2015.
2. ↑  Historical Census Browser. University of Virginia Library. Архів оригіналу за 11 серпня 2012. Процитовано 10 березня 2015.
3. ↑  Forstall, Richard L., ред. (24 березня 1995). Population of Counties by Decennial Census: 1900 to 1990. United States Census Bureau. Архів оригіналу за 20 березня 2015. Процитовано 10 березня 2015.
4. ↑  Census 2000 PHC-T-4. Ranking Tables for Counties: 1990 and 2000 (PDF). United States Census Bureau. 2 квітня 2001. Архів оригіналу (PDF) за 18 грудня 2014. Процитовано 10 березня 2015.
5. ↑  State & County QuickFacts. United States Census Bureau. Архів оригіналу за 17 липня 2011. Процитовано 20 листопада 2013.(англ.) Наведено за англійською вікіпедією.
6. ↑  American FactFinder. Бюро перепису населення США. Архів оригіналу за 26 лютого 2012. Процитовано 31 січня 2008.

| США | Це незавершена стаття з географії США. Ви можете допомогти проєкту, виправивши або дописавши її. |